# Samaki Walker
Samaki Ijuma Walker  (Columbus, Ohio, 25. veljače 1976.) američki je profesionalni košarkaš. Igra na poziciji krilnog centra, a trenutačno je član korejske momčadi Seoul SK Knightsa. Izabran je u 1. krugu (9. ukupno) NBA drafta 1996. od strane Dallas Mavericksa.

## Profesionalna karijera
Izabran je kao deveti izbor NBA drafta 1996. od strane Dallas Mavericksa. Tijekom svoje 10-godišnje NBA karijere, Walker je igrao za Dallas Mverickse, San Antonio Spurse, Los Angeles Lakerse, Miami Heate, Washington Wizardse i Indiana Pacerse te je prosječno postizao 5.3 poena i 4.7 skokova po utakmici. U sezoni 2001./02., u dresu Lakersa, Walker je prosječno postizao 7 poena i 7 skokova te je te sezone i osvojio svoj jedini NBA prsten u karijeri.

## Vanjske poveznice
- Profil na NBA.com
- Profil na Basketball-Reference.com
- Profil  Arhivirana inačica izvorne stranice od 6. ožujka 2021. (Wayback Machine) na Basketpedya.com